# Lachankera, Koppal
Lachankera là một làng thuộc tehsil Koppal, huyện Koppal, bang Karnataka, Ấn Độ.